# Grimaud (Var)
Grimaud é uma comuna francesa na região administrativa da Provença-Alpes-Costa Azul, no departamento de Var. Estende-se por uma área de 44,58 km². Em 2010 a comuna tinha 4 613 habitantes (densidade: 103,5 hab./km²).